# Balada (Montsià)
Balada és un poble adscrit als ajuntaments dels municipis d'Amposta i Sant Jaume d'Enveja.

## Descripció
Balada està situada davant l'illa de Gràcia, a tocar del riu Ebre. És un nucli molt petit, amb els habitatges vora l'únic carrer, el carrer de Sant Cristòfol, que serveix de delimitació entre els termes de Sant Jaume i d'Amposta. Els habitatges, vora la carretera, són d'una sola planta i la majoria són unifamiliars, de maçoneria, algunes emblanquinades, amb petites finestres i porta. Al voltant de les cases resten petits trossos de terra que és conreada amb conreus d'horta i arròs.
Dins el nucli hi ha un baladre de grans dimensions, el baladre de Balada, catalogat com arbre monumental.

## Història
L'origen del nom sembla que podria provenir del nom d'algun llinatge o cognom dels seus primers pobladors. Sembla que Balada, probablement el nucli més antic del delta, té el seu origen en la transhumància, quan durant segle xix, a través dels lligallos del delta, arribaven els ramats procedents de Els Ports i el Maestrat. A principis del segle xx, la població comença a créixer quan pagesos posen en marxa cultius d'arròs durant la colonització del delta de l'Ebre, fins i tot va arribar a tenir una escola, moment en què la seua població fou més elevada. Actualment la població estable es manté al voltant d'una quinzena de persones.
L'origen de la seva delimitació es remunta quan els ajuntaments de Tortosa i Amposta van fer la delimitació entre els dos termes municipals i van establir el lligallo de Balada, que creua el nucli de Balada pel mig, com la línia de delimitació entre els dos termes, quedant les cases a cada banda del camí en un terme municipal diferent. Posteriorment, la part de Tortosa passà a dependre de Sant Jaume d'Enveja quan aquesta població se segregà de Tortosa l'any 1978.